# Daraja Mbili
Daraja Mbili è una circoscrizione urbana (urban ward) della Tanzania situata nel distretto urbano di Arusha, regione di Arusha. Conta una popolazione di 19 491 abitanti (censimento 2012).